# Antonio Camacho Vizcaíno
Antonio Camacho Vizcaíno (Madrid, 11 de febrer de 1964), és un fiscal i polític espanyol, membre del PSOE. El 2011 va ser ministre de l'Interior.

## Biografia

### Carrera com a fiscal
Va accedir per oposició al Ministeri Fiscal el 1991; des de llavors i fins a 1993 va exercir com a fiscal al Tribunal Superior de Justícia de València i al Tribunal Superior de Justícia de Madrid, on va estar adscrit als Jutjats de Valdemoro, a la Secció de vigilància penitenciària, als Jutjats de Getafe. i a la Secretaria Tècnica. Alhora, es va integrar a la Unió Progressista de Fiscals, de la qual va arribar ser-ne president el 2003.

### Secretari d'Estat i ministre
L'abril de 2004, José Antonio Alonso el va nomenar secretari d'Estat de Seguretat del Ministeri de l'Interior, càrrec en què el va mantenir Alfredo Pérez Rubalcaba quan el 2006 es va produir el relleu a la cúpula del departament. L'11 de juliol de 2011, dies després de la dimissió de Rubalcaba (dedicat a preparar la seva candidatura a la presidència) fou nomenat ministre de l'Interior.

## Distincions i condecoracions
- Gran Creu de l'Orde de Carles III (30 de desembre de 2011).[3]